# فيليث دي بيناودايا
بلدية بلش ابن عبد الله أو (نقحرة فيليث دي بيناودايا) (بالإسبانية: Vélez de Benaudalla) هي بلدية تقع في مقاطعة غرناطة التابعة لمنطقة أندلوسيا جنوب إسبانيا.

## الديموغرافيا
بلغ عدد سكان بلدية بلش ابن عبد الله 2.947 نسمة عام 2011 (وفقاً للمعهد الوطني الإسباني للإحصاء).
| 2.688 | 2.569 | 2.493 | 2.803 | 2.892 | 2.968 | 2.947 |